# Criptoanálise de mangueira de borracha
Na criptografia, criptoanálise de mangueira de borracha é a extorsão de segredos criptográficos de uma pessoa, por coação ou tortura, em contraste com o ataque de criptoanálise matemática ou técnica. O eufemismo toma como exemplo fictício o ato de golpear alguém com uma mangueira de borracha até que o indivíduo coopere.

## Prática
Como reportado pela Anistia Internacional e as Nações Unidas, muitos países usam rotineiramente formas de tortura pessoal. Portanto, é lógico supor que pelo menos alguns desses países usem algum tipo de criptoanálise de mangueira de borracha. Na prática, a coerção psicológica pode ser tão eficaz quanto a tortura física. Métodos não-violentos, mas muito intimidantes, incluem táticas como a ameaça de duras penalidades legais.

## Incentivo
O incentivo para cooperar pode ser qualquer tipo de acordo com o procurador, como uma tentativa de eliminar ou reduzir as acusações criminais contra um suspeito, em troca de plena cooperação com os investigadores. Outras técnicas também eficazes podem ser ameaças dirigidas a parentes próximos da pessoa que está inquirida, a fim que esta coopere.